# Macrozamia macdonnellii
Macrozamia macdonnellii — вид голонасінних рослин класу саговникоподібні (Cycadopsida).
Етимологія: у зв'язку зі зростанням на MacDonnell Ranges.

## Опис
Рослини деревовиді, стовбур 0.4–3 м заввишки, 60–80 см діаметром. Листя 50–120 в кроні, синє, тьмяне, 150—220 см, з 120—170 листових фрагментів; хребет не спірально закручений; черешок завдовжки 12–25 см, прямий. Листові фрагменти прості; середні — завдовжки 200—300 мм, 7–11 мм завширшки. Пилкові шишки веретеновиді, 25–40 см завдовжки, 8–10 см діаметром. Насіннєві шишки яйцюваті, завдовжки 40–50 см, 20–27 см діаметром. Насіння яйцеподібні, 60–80 мм завдовжки, 40–53 мм завширшки; саркотеста помаранчева, або оранжево-коричневого кольору.

## Поширення, екологія
Країни поширення: Австралія (Північна територія). Цей вид знаходиться розкиданий на тонких ґрунтах на кам'янистих схилах, в Triodia луках і рідколіссі. Зазвичай росте в затінених ярах або захищених ущелинах, а також на пагорбах, як на метаморфічних так і осадових породах.

## Загрози та охорона
Існує стурбованість з приводу очевидної зниження популяції Petrogale lateralis, це може мати негативний вплив на розсіювання насіння. Рослини також збираються колекціонерами. Рослини зустрічаються в англ. Alice Springs Telegraph Station Historic Reserve, Arltunga Historic Reserve, Finke Gorge National Park, Ruby Gap Nature Park, Watarrka National Park, West MacDonnell National Park.